# Fred Tilson
Samuel Frederick Tilson, detto Fred (Swinton, 19 aprile 1904 – Manchester, 21 novembre 1972), è stato un calciatore britannico, di ruolo attaccante.

## Carriera

### Club
Ha sempre giocato nel campionato inglese, vestendo prima la maglia del Barnley, poi quella di Manchester City (con cui è stato campione di Inghilterra nel 1937) e quella del Northampton.

### Nazionale
Ha esordito con la nazionale inglese nel 1934 giocando 4 partite sino all'anno successivo.

## Palmarès

### Giocatore

#### Competizioni nazionali
- Coppa d'Inghilterra: 1

Manchester City: 1933-1934
- Campionato inglese: 1

Manchester City: 1936-1937
- FA Charity Shield: 1

Manchester City: 1937